# Druivenras
Een druivenras is een bepaald ras van de wijnstok en de vruchten daarvan. Druivenrassen kunnen in verschillende groepen ingedeeld worden, naargelang het gebruik van de druiven en de kleur van de schil van de druiven.

## Consumptiedruiven (tafeldruiven)

### Blauw
In Nederland en België worden als tafeldruiven een aantal rassen geteeld in broeikassen (de Nederlandse term) of in serres (de Belgische aanduiding). Deze rassen zijn onder meer: Frankenthaler, Black Alicante, Gros Maroc, Leopold III, Royal en Emile Royal.
Voor de buitenteelt wordt in Nederland en België meestal het ras Glorie van Boskoop (Boskoop Glory) gebruikt. Dit ras is inmiddels achterhaald door de komst van vroegrijpende en meeldauwresistente rassen. Voorbeelden van dergelijke nieuwe rassen zijn: Muscat Bleu, Salomé (ook bekend als Siramé), Nero, Ester, Osella, Galanth, Rosina en Georg.
Het pitloze ras Venus kan buiten worden geteeld, maar heeft een wat afwijkende smaak (deze verdwijnt als de druiven langer aan de stok blijven hangen). Het pitloze ras Glenora is gevoeliger voor wintervorst.
In de winkel worden pitloze blauwe druiven aangeboden van onder meer de rassen Autumn Royal en Sharad (synoniem: Sharad Seedless).

### Rood
Enkele nieuwe vroegrijpende meeldauwresistente rassen voor de buitenteelt in Nederland en België zijn: Kalina, Ganita, Nelly en Katharina. Ook de pitloze rassen Suffolk Red en Vanessa kunnen in Nederland en België buiten worden geteeld, doch de winterhardheid is wat minder.
In de winkel worden pitloze rode druiven aangeboden van de rassen Red Flame (synoniem: Flame Seedless) en Crimson (ook wel Crimson Seedless).

### Wit
Voor de teelt in een kas of serre worden in Nederland en België een aantal rassen toegepast, zoals: Golden Champion, Muskaat van Alexandrië en Professor Aberson.
Voor de buitenteelt werd in Nederland en België vanouds het ras Witte van der Laan ofwel Vroege van der Laan gebruikt. Dit is een zeer oud ras, dat in andere landen onder veel andere namen bekend is, zoals Weißer Gutedel, Chasselas of Fendant. Het ras is echter vatbaar voor meeldauw en rijpt voor de buitenteelt in Nederland eigenlijk te laat. Dit ras wordt om die reden niet meer voor aanplant aanbevolen. Het nieuwe ras Hecker uit Zuid-Duitsland moet gezien worden als de vroegrijpende en meeldauwresistente versie van het oude ras Witte van der Laan. Hecker is echter minder resistent dan de volgende nieuwe vroegrijpende en meeldauwresistende rassen: Palatina, Garant, Birstaler Muscat, Pölöskei Muskotály, Arolanka, Phoenix, Fanny, Lilla, Primavera, Sophie, Franziska en Evita.
Pitloze vroegrijpende rassen voor de teelt in Nederland en België zijn Lakemont, Himrod en Romulus. Pitloze rassen zijn over het algemeen echter gevoeliger voor wintervorst dan pithoudende rassen en de weerstand tegen ziekten is iets minder.
In de winkel worden pitloze witte druiven aangeboden van de rassen Early Sweet, Festival Seedless, Italia, Königin der Weingärten, Muskaat van Alexandrië, Prime Seedless,   Superior (synoniem Sugraone), Sonaka (ook: Sonaka Seedless) en Thompson (ook: Thompson Seedless).

## Wijndruiven
Onderstaand een lijst van voor het maken van wijn gebruikte druivenrassen. De genoemde namen zijn van rassen zoals deze in Nederland het meest bekend zijn. Vele kennen een synoniem die gewoonlijk bij betreffende artikelen zijn te vinden.
Een online database over druivenrassen is te vinden in de Vitis International Variety Catalogue.
Blauwe druiven
A
- Abouriou
- Abbuoto
- Abrusco
- Agiorgitiko
- Airén
- Aleatico
- Alicante Bouschet

B
- Baco noir
- Barbera
- Bíborkadarka
- Blauburger
- Blaufränkisch
- Bobal
- Bonarda Piemontese
- Baron

C
- Cabernet Franc
- Cabernet Sauvignon
- Cabernet Cortis
- Carignan
- Carménère
- Catawba
- César
- Chardonnay
- Chatus
- Cinsault

D
- Dolcetto
- Dornfelder
- Dunkelfelder
- Duras
- Durif

E
F
- Fer Servadou
- Favorita

G
- Gamaret
- Gamay
- Grenache Noir

H
I
- Isabella

J
- Jurançon

K
- Kadarka
- Kéknyelű
- Knipperlé

L
- Lambrusco
- Leon Millot
- Lladoner pelut

M
- Malbec
- Marechal Foch
- Merlot
- Meunier
- Mourvèdre
- Muscat Bailey A
- Muscat Bleu
- Muscat alexandria

N
- Nebbiolo
- Négrette
- Nero d'Avola

O
- Öküzgözü

P
- Petit Verdot
- Picpoul Noir
- Pinotage
- Pinot meunier
- Pinot Noir
- Plavac mali
- Pressac
- Prior

R
- Regent
- Ribier
- Rondo
- Royalty

S
- Sagrantino
- Sangiovese
- Sankt of Saint Laurent
- Schiava Grossa
- Syrah

T
- Tannat
- Tauberschwarz
- Tempranillo
- Terret noir
- Tinta Barroca
- Tinta Cão
- Tinta Francisca
- Touriga Franca
- Touriga Nacional
- Tressot
- Turán

U
V
Z
- Zala Gyöngye
- Zinfandel
- Zweigelt

Witte druiven
A
- Airén
- Albalonga
- Aligoté
- Altesse
- Alvarinho
- Amigne
- Arneis
- Arrufiac
- Athiri
- Auxerrois Blanc

B
- Bacchus
- Baco blanc

C
- Cainho Branco
- Catarratto bianco
- Chardonnay
- Chasselas blanc
- Chenin Blanc
- Clairette
- Colombard
- Cserszegi fűszeres

E
- Early Burgundy
- Elbling

F
- Folle blanche
- Furmint

G
- Garganega
- Gewürztraminer
- Grechetto
- Grenache Blanc
- Gros-manseng
- Graševina
- Grüner Veltliner

H
- Hárslevelű
- Humagne Blanche

I
- Inzolia
- Irsai Olivér

J
- Juhfark
- Johanniter

K
- Kerner
- Királyleányka

L
- Lakemont
- Len de l'el

M
- Madeleine Royale
- Marsanne
- Mauzac blanc
- Melon de Bourgogne
- Merlot blanc
- Morio-Muscat
- Müller-Thurgau
- Muscadelle
- Muscat

O
- Olaszrizling
- Ortega

P
- Parellada
- Petite arvine
- Petit manseng
- Picpoul Blanc
- Pinot Blanc
- Picolit
- Pinot Gris
- Pošip
- Procanico
- Prosecco

R
- Rieslaner
- Riesling
- Roussanne
- Roussette

S
- Salomé
- Sauvignon Blanc
- Scheurebe
- Sémillon
- Seyval Blanc
- Solaris
- Sylvaner

T
- Terret gris (Terret blanc)
- Timorasso
- Torrontés
- Tressot

U
- Ugni Blanc

V
- Verdejo
- Verdicchio
- Verdil
- Vermentino
- Vidal Blanc
- Viognier
- Vitura
- Viura
- Voltis
- Vroege van der Laan

W
Z
- Zala Gyöngye
- Zalema
- Zierfandler